# Bán Noémi
Noémi Bán, született Schönberger (Szeged, 1922. szeptember 29. – Bellingham, 2019. június 7.) holokauszt-túlélő, Golden Apple-díjas előadó, szónok és tanár.

## Élete

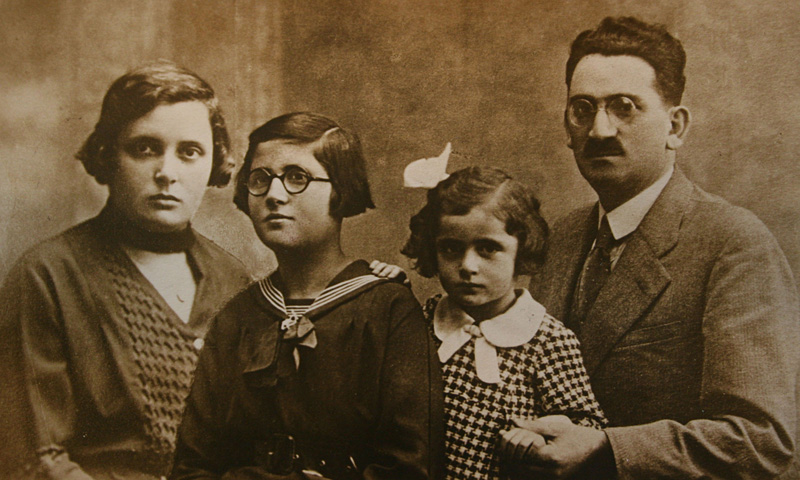
A Schönberger család

Schönberger Samu középiskolai hitoktató, majd iskolaigazgató és Schönberger Julianna leányaként született. Szülei 1921. december 27-én Szegeden kötöttek házasságot, egymással távolabbi rokonságban álltak. Kétéves korában szüleivel Szentgotthárdra, majd néhány évvel később Kiskunhalasra költözött, ahol óvodába járt és elvégezte az első osztályt. A család három gyermeke közül ő volt a legidősebb, őt kilenc évvel fiatalabb nővére, Erzsébet és öccse, az 1943 decemberében született Gábor követte.  
1941-ben apját kinevezték egy debreceni iskola igazgatójává, így családja odaköltözött. Szeretett volna az érettségi megszerzését követően továbbtanulni, de a zsidók helyzetének romlása miatt Budapesten lakó nagynénjéhez küldték, hogy a fővárosban varrni tanuljon. Mindössze huszonegy éves volt, amikor családjával gettóba került. 
A német megszállás idején apját kényszermunkatáborba, míg őt, Erzsébetet, Gábort, édesanyját, anyai nagymamáját, Ninát és további tizenegy rokonát előbb egy Debrecenhez közeli téglagyárba, majd 1944. július 1-jén az auschwitzi koncentrációs táborba küldték. Valamennyi Auschwitzba küldött családtagját meggyilkolták, de őt Josef Mengele áthelyezte a buchenwaldi koncentrációs tábor egyik altáborába, Allendorfba, hogy egy lőszergyárban dolgoztassák. 
1945. április 15-én a buchenwaldi táborból társaival halálmenetben a Bergen-Belsen koncentrációs táborába vonultatták. Útközben tizenegy társával elmenekült, majd az amerikai hadsereg fedezte fel őket, akik éppen felszabadították a bergen-belseni tábort. 
1945 szeptemberében visszatért Debrecenbe, ahol újra találkozott apjával, Samuval (aki később elhunyt fia tiszteletére Gáborra változtatta a családnevét). Ugyanezen év októberében Szegeden feleségül ment egy budapesti tanárhoz, Bán Ernőhöz (később Earnest Ban), akivel 1948-ban Budapestre költöztek. 
Az 1947 és 1948 között zajló kommunista hatalomátvétel után 7. és 8. osztályosokat tanított. A szovjet elnyomás miatt férjével és két fiúkkal, Istvánnal (Steven) és Györggyel (George) megpróbáltak Ausztriába menekülni, de a határt átlépő vonaton megállították őket. 1956. december 29-én, kevesebb mint egy hónappal később, a tilalmak ellenére megpróbáltak ismét átkelni, ezúttal óriási fonalgombolyagokba rejtőzve. A kísérlet sikeres volt és 1957. január 1-jén Bécsben, február elején pedig már az Egyesült Államokban voltak.

## USA
1957-ben Noémi családjával a Missouri állambeli St. Louisba költözött. Ő és férje megtanultak angolul és az oktatásban szereztek diplomát. Idősebbik fia, Steven a washingtoni Bellinghambe költözött, ahova 1982-ben követték őt férjével. 1994-ben Earnest Alzheimer-kórban elhunyt. 
Earnest halála után Bán előadásokat tartott a holokausztról, az USA-ban és a világ több országában (Magyarországon és Tajpejben is). 1998-ban megkapta a Golden Apple-díjat. 2003-ban jelent meg a Sharing Is Healing: A Holocaust Survivor Story című könyve, melyben a holokauszt idején átélt és nyilvános előadóként szerzett tapasztalatairól írt. 2007-ben My name is Noémi címmel dokumentumfilm készült életéről. 2019 júniusában hunyt el 96 éves korában.

## Fordítás
- Ez a szócikk részben vagy egészben  a   Noémi Ban című angol Wikipédia-szócikk ezen változatának fordításán alapul.  Az eredeti cikk szerkesztőit annak laptörténete sorolja fel. Ez a jelzés csupán a megfogalmazás eredetét és a szerzői jogokat jelzi, nem szolgál a cikkben szereplő információk forrásmegjelöléseként.